# 杨达 (1935年)
杨达（1935年—2022年12月23日），男，祖籍广东开平，中国粤语相声演员，一级演员。

## 生平
杨达祖籍广东省开平市塘口镇四九村。1957年起加入广东民间音乐团（现广东音乐曲艺团）表演广东民歌，1958年起与黄俊英合作表演相声，期间创作了《生死恋》、《广州话趣》、《阿茂阿寿》、《打破常规》、《比你高一点》、《借电话》等数十部相声作品传世，而作品中“斗歌”等段子收进了《羊城笑星——广东相声作品选》一书。1983年5月，偕同黄俊英、林运洪和崔凌霄等牵头成立了“广州相声艺术团”，黄俊英任团长。
2012年8月参加黄俊英从艺60周年晚会表演，後有消息指已定居佛山。
2022年12月23日14时30分在家中因病逝世，享年87岁。